# Tele Moldova Internațional
Tele Moldova Internațional était le nom de l'une des deux chaînes de télévision publiques opérées par la société de radiotélédiffusion nationale moldave Teleradio-Moldova. 
Lancée le 1er janvier 2007, elle reprenait la quasi-totalité des programmes de la première chaîne de télévision moldave Moldova 1, à l'exclusion de certaines émissions (films, certaines compétitions sportives) pour lesquels cette dernière ne possède pas les droits de diffusion en dehors du territoire moldave. Lors du lancement de ce nouveau média en 2007, ce n'est pas moins d'un million de lei qui ont été alloués par la compagnie Teleradio-Moldova. 
Parmi les programmes spécifiques à Tele Moldova Internațional figuraient notamment l'émission musicale «  Music Mania  » ou le programme «  Descopera Moldova  » (Découvrez la Moldavie). Tout comme Moldova 1, la chaîne diffusait essentiellement en langue moldave, ainsi que quelques programmes en langue russe.
La chaîne internationale moldave avait pour mission de mieux informer les expatriés ainsi que les amoureux de la Moldavie. Le président de Teleradio-Moldova, Ilie Telescu, résumait ainsi les objectifs de la compagnie : 
«  L’objectif qu’on a suivi c’est la création d’un lien avec la population moldave à l’étranger, et la promotion de l’image de la Moldavie, ses valeurs culturelles et spirituelles.  »
Tele Moldova Internațional était diffusée dans la plus grande partie de l'Europe occidentale et orientale via le satellite Eutelsat W2 (16°est). La zone de couverture de ce satellite permettait également la réception de la chaîne dans une partie du proche-orient et en Afrique du nord.
Le siège social et les studios de la chaîne étaient situés rue Miorița, dans l'un des principaux quartiers administratifs de la capitale moldave, Chișinău.
La chaîne cesse d'émettre le 1er janvier 2013.